# Embach (Dorfen)

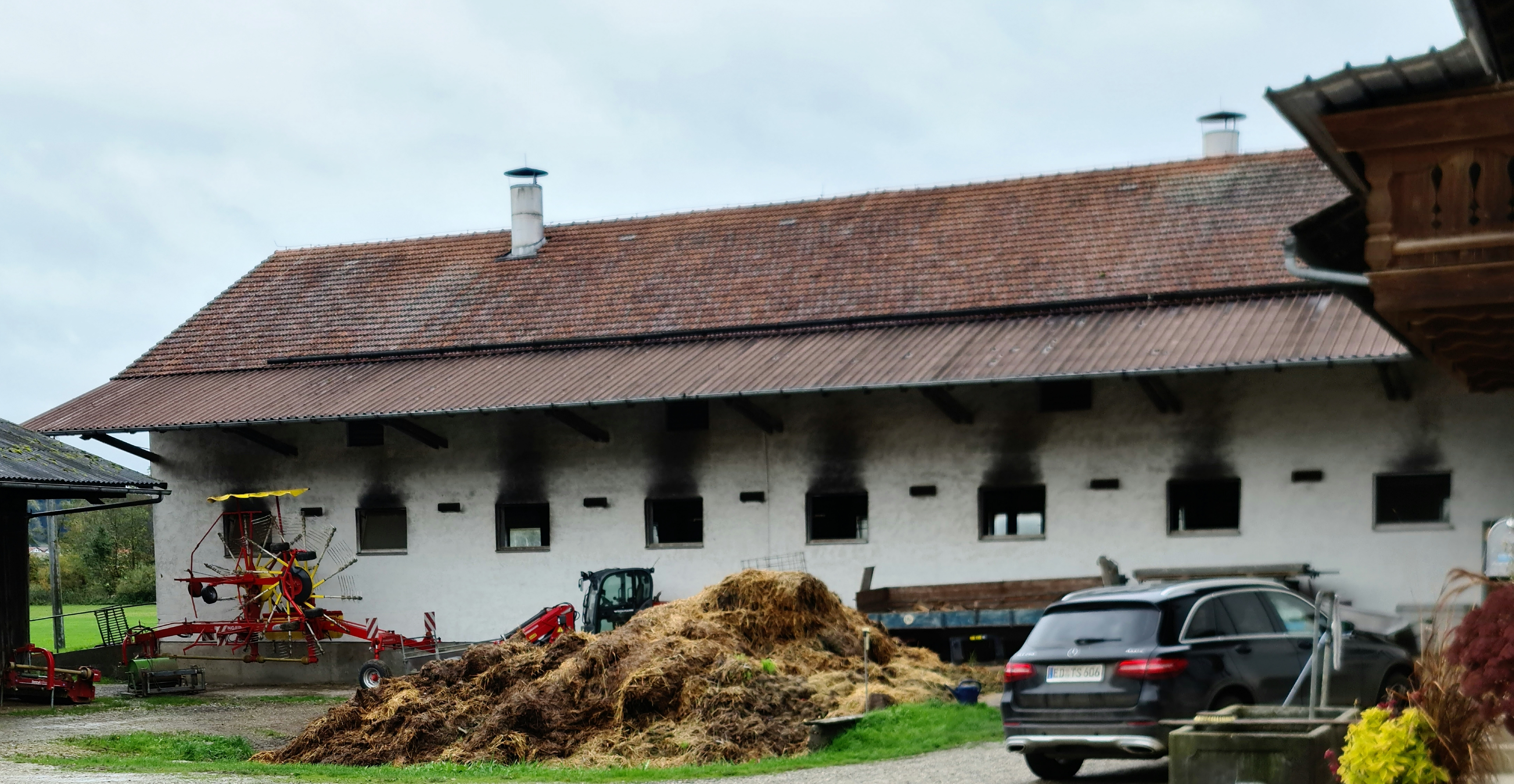
Embach 6

Embach ist ein Gemeindeteil der Stadt Dorfen im oberbayerischen Landkreis Erding.

## Lage
Der Weiler Embach liegt am Nordufer der Isen, südlich der Bahnstrecke München–Simbach, in der Luftlinie fünf Kilometer nordwestlich von Dorfen.

## Bevölkerungsentwicklung
Um 1871 gab es in Embach 54 Einwohner. Im Mai 1987 lebten dort 30 Einwohner in sieben Wohngebäuden, die in neun Wohnungen aufgeteilt waren.
| Jahr      | 1871 | 1925 | 1950 | 1970 | 1987 |
| Einwohner | 54   | 46   | 37   | 32   | 30   |